# Ponapea hosinoi
Ponapea hosinoi là loài thực vật có hoa thuộc họ Arecaceae. Loài này được Kaneh. miêu tả khoa học đầu tiên năm 1936.